# Le Médaillon (film, 1946)
Pour les articles homonymes, voir The Locket et Le Médaillon.
Pour plus de détails, voir Fiche technique et Distribution.
Le Médaillon (titre original : The Locket) est un film américain en noir et blanc réalisé par John Brahm, sorti en 1946.
Il est adapté de What Nancy Wanted de Norma Barzman, épouse de Ben Barzman, l'écrivain mis sur liste noire.

## Synopsis
Au cours d'une réception donnée en l'honneur de sa future femme, Nancy (Laraine Day), John (Gene Raymond) reçoit la visite impromptue du docteur Blair (Brian Aherne) qui lui révèle que Nancy a été sa femme et qu'elle souffre de troubles psychiques. Peu de temps après son mariage, le docteur Blair avait lui-même reçu la visite d'un ancien amant de Nancy, qui lui avait affirmé que celle-ci était coupable d'un meurtre, et à l'instar de John, il avait refusé de croire que Nancy n'était pas aussi angélique qu'elle aimait le faire croire.

## Fiche technique
- Titre original : The Locket
- Titre français : Le Médaillon
- Titre belge (français) : Le Pendentif[1]
- Réalisation : John Brahm
- Scénario : Sheridan Gibney
- Musique : Roy Webb
- Costumes de Laraine Day : Michael Woulfe
- Photographie : Nicholas Musuraca
- Montage : J. R. Whittredge
- Producteur : Bert Granet, Jack J. Gross
- Société de production et de distribution : RKO Pictures
- Pays de production :  États-Unis
- Langue d'origine : anglais américain
- Format : noir et blanc — pellicule : 35 mm — image : 1,37:1 — son : mono (RCA Sound System)
- Genre : film noir, drame psychologique
- Durée : 85 min
- Dates de sortie : 
  - États-Unis : 20 décembre 1946
  - France : 25 juin 1948

## Distribution
- Laraine Day  (V.F : Sylvie Deniau) : Nancy Monks Blair Patton 
  - Sharyn Moffett  (V.F : Mireille Gervais) : Nancy à 10 ans
- Brian Aherne  (V.F : Maurice Dorléac) : Dr Harry Blair
- Robert Mitchum  (V.F : René Marc) : Norman Clyde
- Gene Raymond  (V.F : Roger Til) : John Willis
- Ricardo Cortez  (V.F : Claude Péran) : Drew Bonner
- Katherine Emery  (V.F : Florence Brière) : Mrs. Willis
- Helene Thimig  (V.F : Suzanne Guémard) : Mrs. Monks
- Reginald Denny  (V.F : Gérard Férat) : Mr. Wendell
- Nella Walker  (V.F : Henriette Marion) : Mrs. Wendell
- Henry Stephenson  (V.F : Paul Ville) : lord Wyndham
- Lillian Fontaine  (V.F : Cécile Didier) : lady Wyndham
- Myrna Dell  (V.F : Helene Val) : Thelma
- Fay Helm  (V.F : Jacqueline Rembauville) : Mrs. Bonner
- Queenie Leonard  (V.F : La Houppa) : la chanteuse
- Johnny Clark  (V.F : Jean Lemarguy) : Donald
- George Humbert  (V.F : Fernand Rauzena) : Luigi (non crédité)
- Vivien Oakland : Mrs. Donovan (non créditée)
- Leonard Mudie : Hickson (non crédité)
- Wyndham Standing : un majordome (non crédité)
- Frederick Worlock : un médecin (non crédité)

Version française réalisée par : RKO Radio Films S.A., sous la direction de : Léon et Max Kikoine, studios : C.T.M. Gennevilliers 1948, système : Gratioulet-Carre ; son : Marcel Ormancey ; adaptation française : Louis Sauvat ; réalisation : Daniel Gilbert ; supervision : Victor Szwarc.